# Rophites theryi
Rophites theryi là một loài Hymenoptera trong họ Halictidae. Loài này được Benoist mô tả khoa học năm 1930.